# Американ-Интернешнл-билдинг
Аме́рикан-интерне́шнл-би́лдинг — 66-этажное здание высотой 290 метров в Нижнем Манхеттене, расположенное по адресу Пайн-стрит, 70. Фасады здания также выходят на Сидар- и Перл-стрит.
Здание было построено в 1932 году компанией Cities Service Company для нефтяного и газового барона Генри Латэма Догерти. Строительство велось во время нью-йоркской «гонки небоскрёбов». Это повлияло на внешний вид здания: на его крыше был установлен шпиль в популярном тогда неоготическом стиле. Когда строительство было закончено, здание стало третьим по высоте в мире, после Эмпайр-стейт-билдинг и Крайслер-билдинг.
Здание стало последним небоскрёбом в Нижнем Манхеттене, построенным до начала Второй мировой войны. Оно оставалось самым высоким зданием в Нижнем Манхэттене до 1970-х годов, пока не было закончено строительство Всемирного торгового центра. После событий 11 сентября 2001 года оно снова стало самым высоким зданием в округе. На 2006 год небоскрёб занимал 39-е место по высоте в мире. Первоначально он принадлежал построившей его Cities Service Company и назывался, соответственно, Ситис-сервис-билдинг. Впоследствии он был продан компании AIG, а генеральный офис компании Cities Service Company переехал в город Талса в Оклахоме.
Здание имеет стеклянную обзорную площадку на 66-м этаже, с которой открывается вид на город. Эта площадка, ранее открытая для публики, сейчас доступна для посещения только руководителям и сотрудникам AIG. Башня была изначально построена с двухуровневыми лифтами, которые обслуживали одновременно два этажа, чтобы максимально использовать узкие шахты лифта. Эти лифты были позже демонтированы ввиду неудобства эксплуатации.

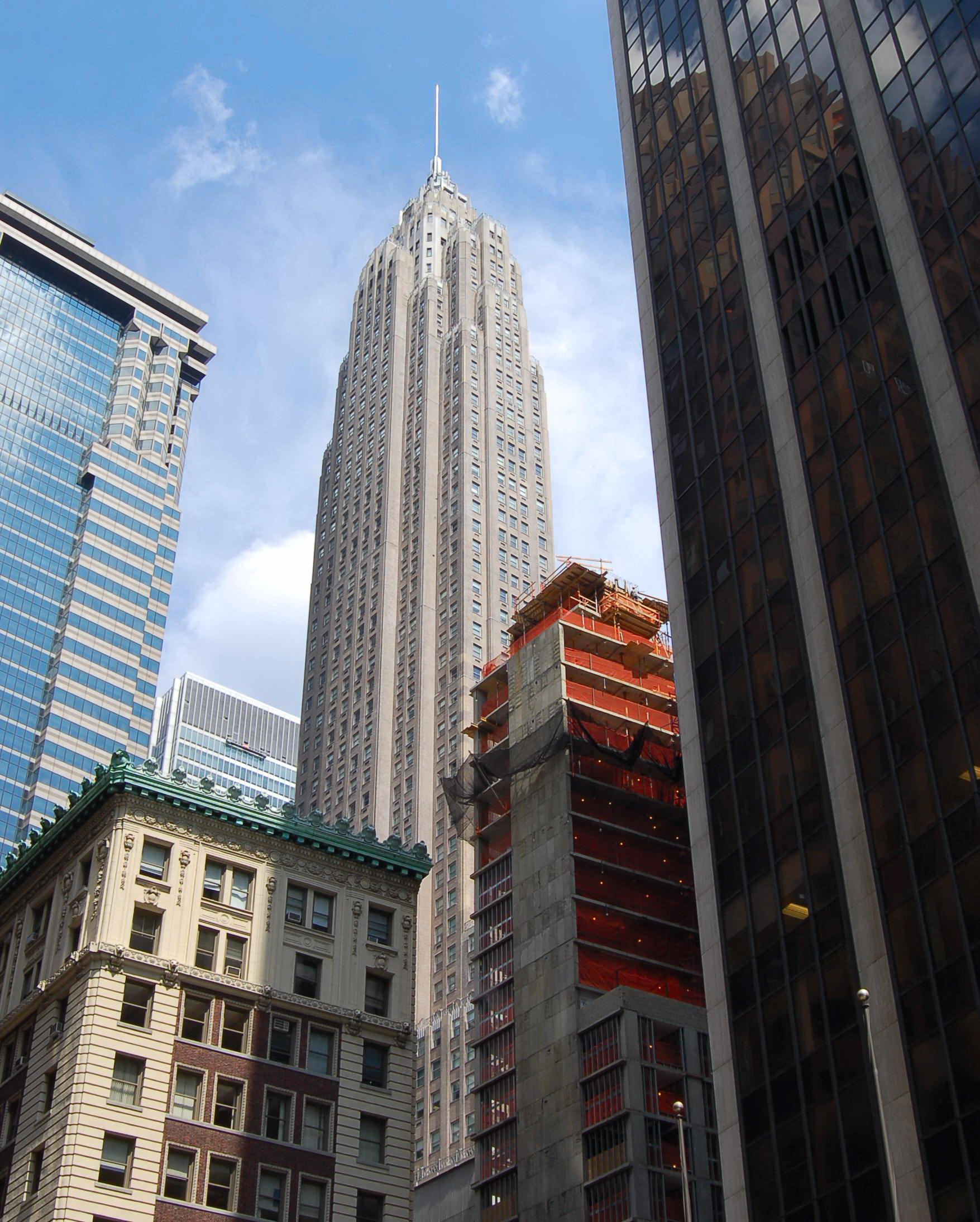
Небоскрёб в апреле 2009 года
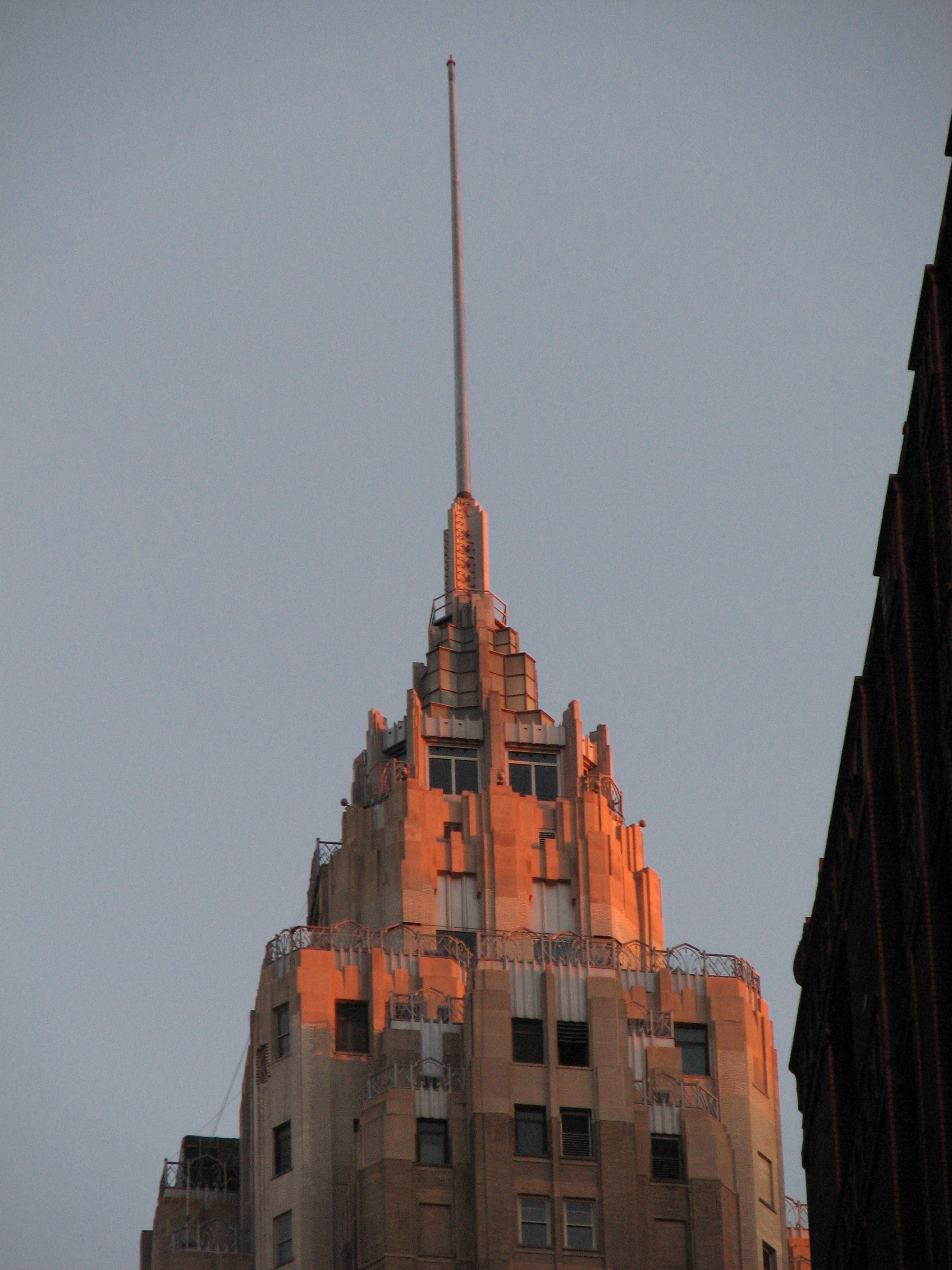
Шпиль здания